# Advertising (film din 2004)
Advertising este un film românesc din 2004 scris și regizat de Florin Piersic jr.. Rolul principal este interpretat de Tatiana Iekel.

## Prezentare
Într-o dimineață de vară, o femeie în vârstă verifică cheltuielile sale lunare. Dintr-odată, se face întuneric ca și cum ar fi sfârșitul lumii.  Ea trebuie să găsească o rezolvare pentru ca lucrurile să revină la normal. 

## Distribuție
- Tatiana Iekel

## Primire
În 2004 a primit Premiul special al juriului la Festivalul Alternative din Târgu Mureș.